# Szuszary (stacja kolejowa)
Szuszary (ros. Шушары) – stacja kolejowa w miejscowości Petersburg, w Rosji. Położona jest na linii Petersburg - Newel - Witebsk.

## Historia
W 1838 w tym miejscu na Kolei Carskosielskiej powstała bocznica kolejowa. Była to pierwsza bocznica zbudowana w Rosji. Później dostosowano ją do obsługi ruchu pasażerskiego. Stacja w swojej historii nosiła różne nazwy, m.in. Moskowskaja (ros. Московская), pochodzącą od przebiegającej obok niej szosy na Moskwę, a następnie Sriedniaja Połustancija (ros. Средняя Полустанция). Nazwę tę zmieniono na obecną w czasach stalinowskich, przed II wojną światową.
Na początku XX w. od stacji zbudowano, niezachowaną do współczesnych czasów, linię do położonej na terenie Carskiego Sioła prywatnej carskiej stacji Impieratorskij pawilon

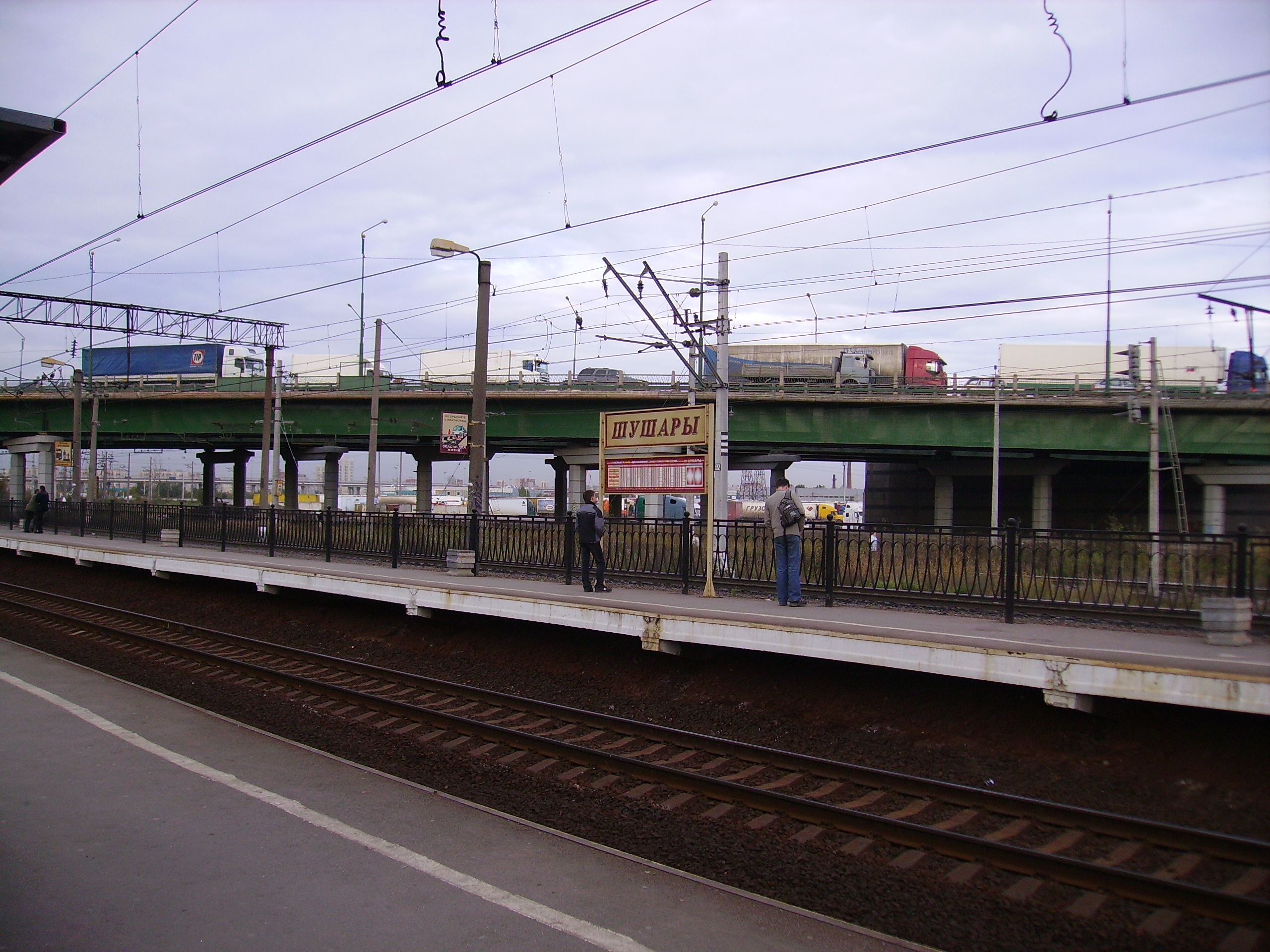
Perony
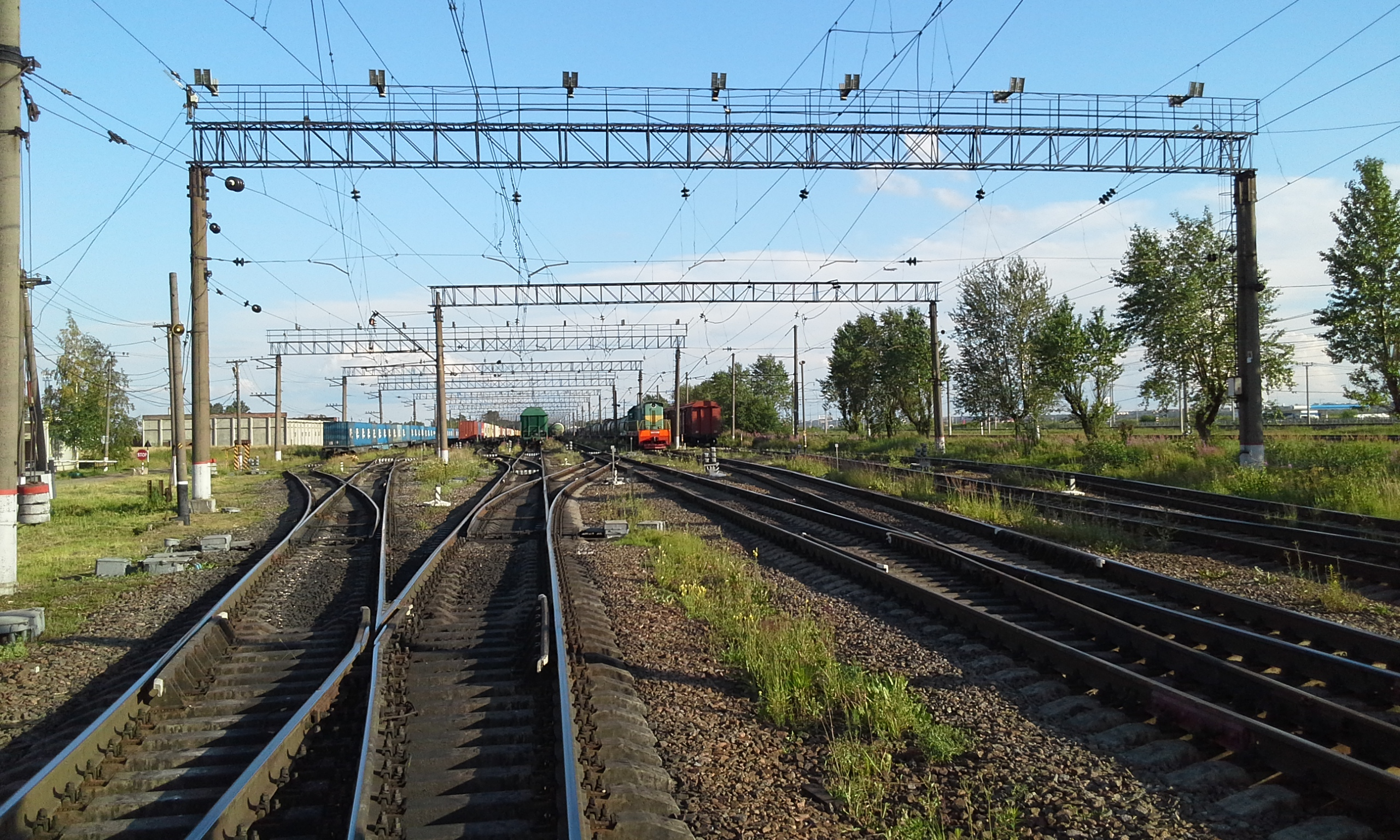
Park rozrządowy